# Komerční banka

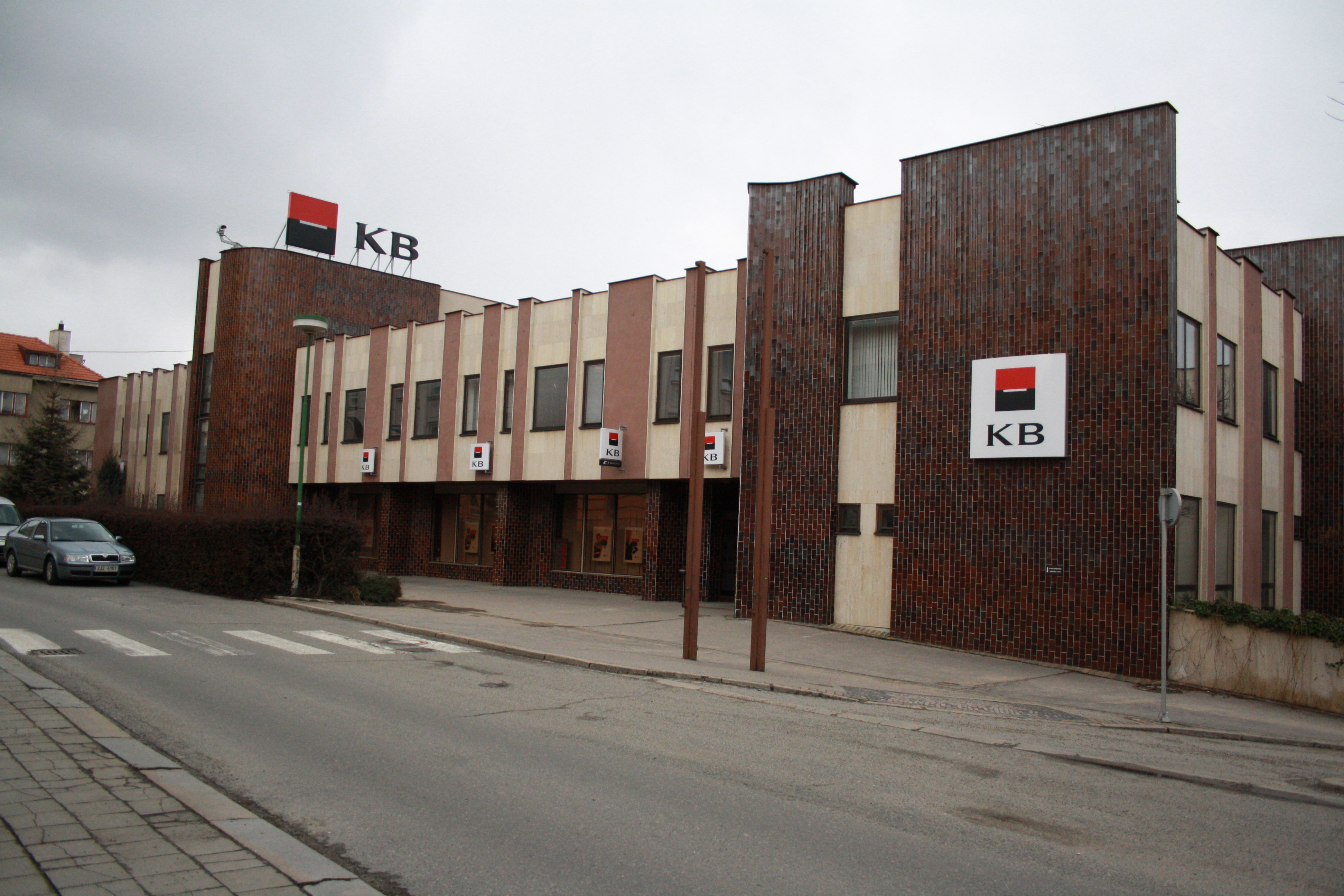
Subsidiaria del Komerční banka en Trebic.

Komerční banka (en español: Banco comercial) es uno de los principales bancos de la República Checa. Es una de las empresas componentes del índice bursátil checo PX.
Fundado en 1990 como Státní banka československá (Banco estatal checoslovaco), en 1992 fue privatizado. En 2001, el gobierno checo vendió el 60 % de las acciones a la empresa de servicios financieros Société Générale por 40 000 millones de coronas checas ―aproximadamente 1440 millones de euros―, convirtiéndose así en una de sus filiales.